# 커스틴 프라우트
커스틴 프라우트(Kirsten Prout, 1990년 10월 28일 ~ )는 캐나다의 배우이다.

## 영화
- 엘렉트라 (영화)
- 이클립스 (2010년 영화)

## TV 방송
- 스타게이트 SG-1
- 카일 XY
- 더 라잉 게임
- NCIS (드라마)
- 은밀한 하녀들
- 친애하는 백인 여러분